# Seggio elettorale

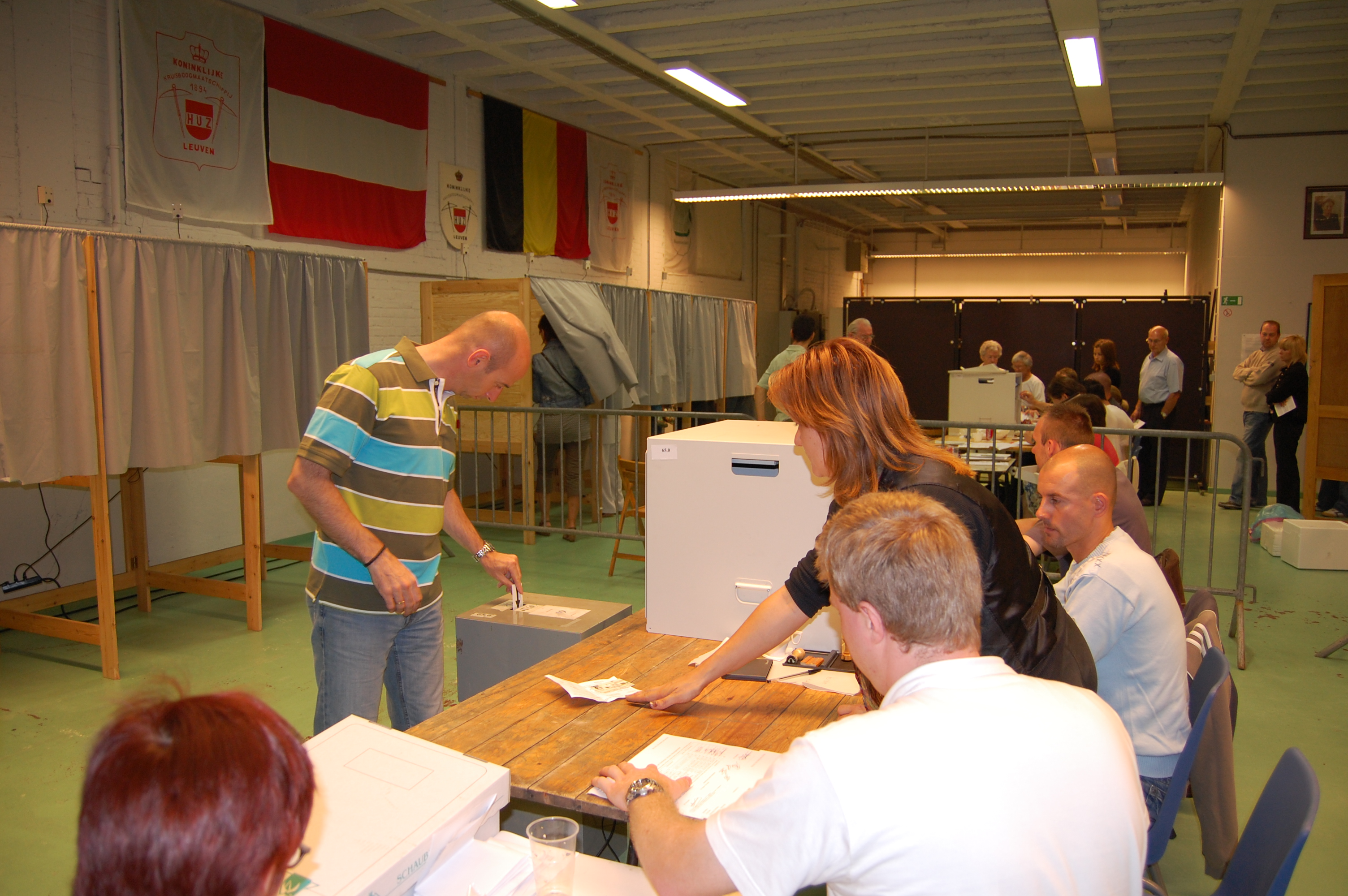
Seggio elettorale in Belgio

Il seggio elettorale (o ufficio elettorale) è sia il luogo dove gli elettori si recano per votare, sia l'insieme delle persone preposte alla gestione delle operazioni di voto e di scrutinio.

## Descrizione

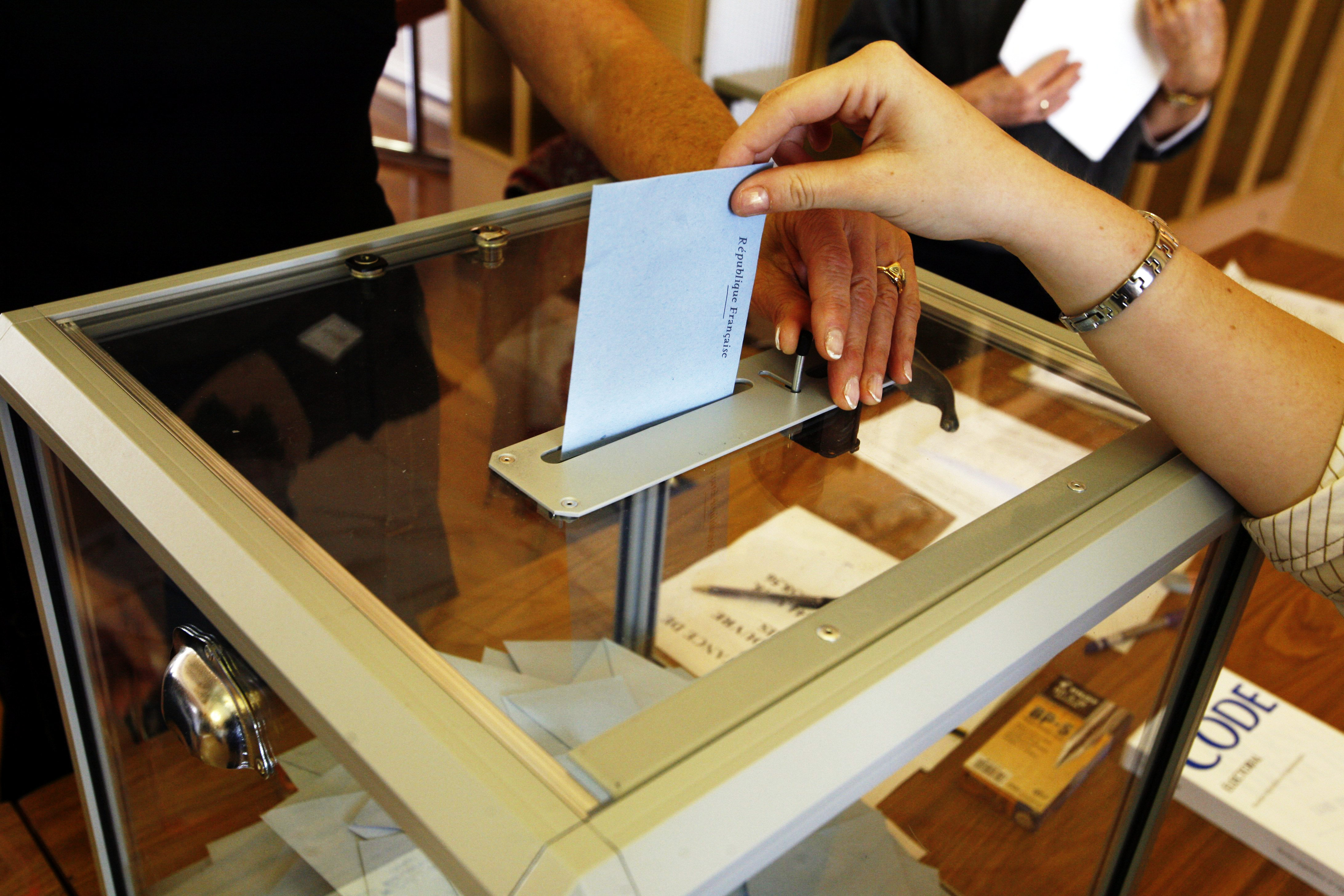
Inserimento di una scheda elettorale in un'urna

Solitamente i seggi elettorali vengono allestiti presso edifici scolastici, uffici pubblici o impianti sportivi; gli orari di apertura possono variare a seconda delle consuetudini locali e del tipo di consultazione elettorale o referendaria. Generalmente la propaganda politica è vietata all'interno dei seggi e nelle immediate adiacenze.
Nei locali adibiti a ufficio elettorale vengono collocate delle cabine o delle postazioni in cui l'elettore può apporre in segreto il proprio voto su di un'apposita scheda, che in seguito dev'essere inserita pubblicamente in un'urna. In alcuni paesi vengono impiegati dispositivi che permettono la votazione elettronica.
I cittadini che prestano servizio ai seggi elettorali sono definiti genericamente «scrutatori». I loro compiti, che differiscono nei vari paesi in base alle rispettive procedure elettorali, sono principalmente i seguenti:
- preparare il materiale occorrente per la votazione;
- identificare e registrare gli elettori;
- illustrare agli elettori le modalità di voto;
- tutelare la libertà e la segretezza del voto;
- effettuare lo spoglio delle schede e il conteggio dei voti (se non è prevista la votazione elettronica);
- trasmettere i risultati agli organi competenti.

In alcuni casi hanno facoltà di assistere alle operazioni elettorali anche osservatori neutrali o di parte, scelti da organismi internazionali, da autorità governative oppure dagli stessi candidati.

## Organizzazione dei seggi elettorali

### Belgio
In Belgio, ogni seggio elettorale è presieduto da un magistrato, un avvocato o un pubblico funzionario designato dal governo. Il presidente nomina a sua volta quattro scrutatori e un segretario.

### Canada
Le operazioni elettorali in Canada sono interamente gestite da un'agenzia indipendente creata dal Parlamento; i seggi elettorali sono composti da almeno due membri, uno dei quali svolge le mansioni di segretario.

### Francia

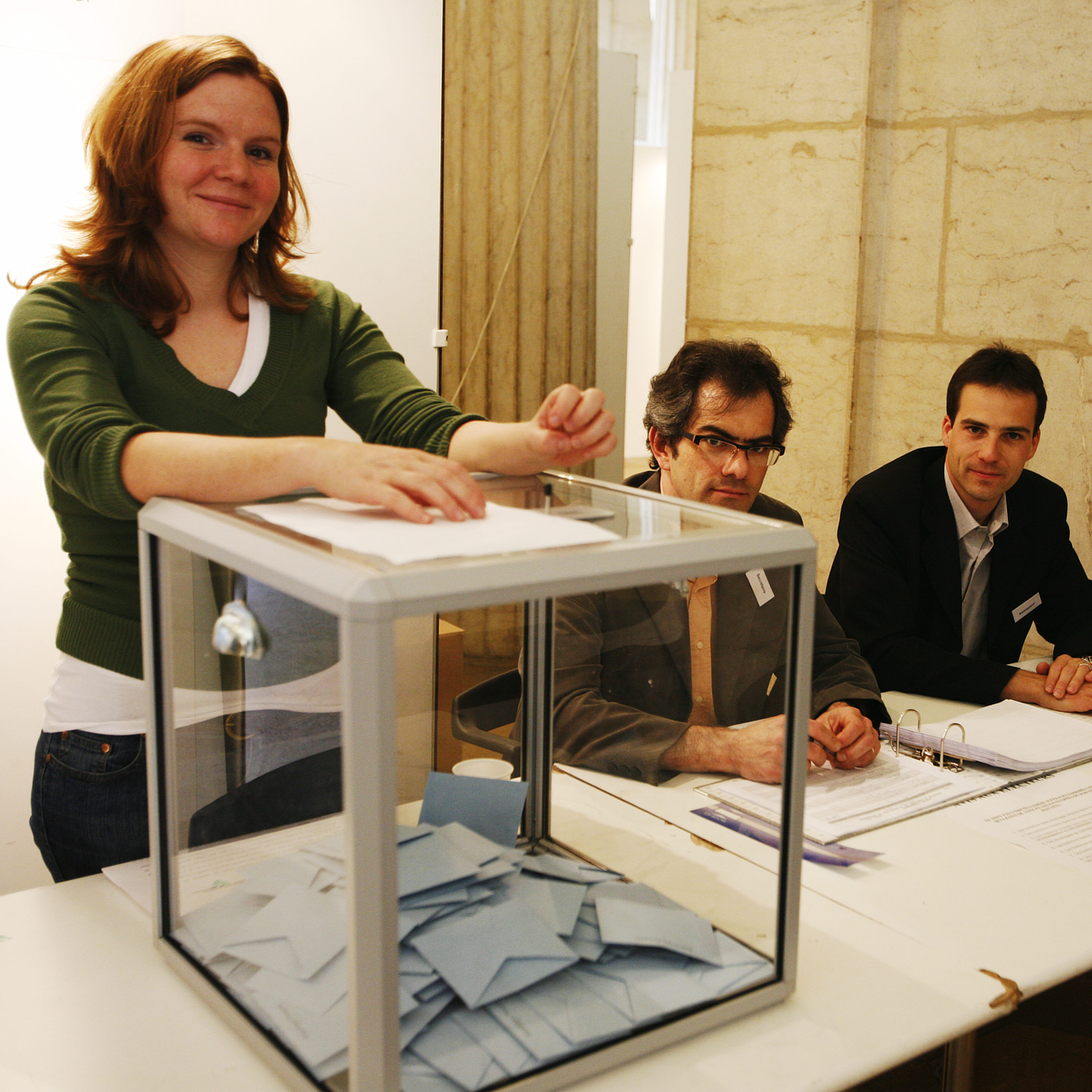
Alcuni componenti di un ufficio elettorale francese

Le procedure francesi prevedono che gli uffici elettorali siano presieduti dal sindaco, dal vicesindaco, da un consigliere municipale oppure da un elettore delegato dal sindaco; il presidente è coadiuvato da almeno due osservatori di parte scelti dai candidati oppure, in mancanza, designati dal sindaco. I componenti del seggio nominano inoltre un segretario, incaricato della stesura del verbale.
Alle operazioni di spoglio delle schede prendono parte anche quattro scrutatori scelti tra gli elettori del comune.

### Italia
La legge italiana prescrive che, in occasione delle consultazioni elettorali o referendarie, presso ogni sezione elettorale debba essere costituito un «ufficio elettorale di sezione», composto da un presidente, da un numero di scrutatori compreso fra due e quattro e da un segretario.
Il locale in cui hanno luogo le operazioni elettorali è detto «sala della votazione». I rappresentanti dei candidati (o dei comitati promotori in caso di referendum), se regolarmente accreditati, possono avere accesso alla sala e assistere allo svolgimento delle procedure.

### Paesi Bassi
Gli uffici elettorali dei Paesi Bassi sono costituiti da un presidente e da almeno altri due membri (di norma un vicepresidente, due scrutatori e un segretario). La mansione di componente di un seggio elettorale è incompatibile con le cariche di sindaco e di segretario comunale.

### Regno Unito
Nel Regno Unito le operazioni elettorali sono coordinate a livello locale da un funzionario. La gestione di ogni seggio è affidata a un presidente assistito da uno o più scrutatori; al termine della votazione, le urne vengono sigillate e spedite a un ufficio centrale, dove il funzionario effettua lo scrutinio.

### San Marino
La Repubblica di San Marino adotta normative analoghe a quelle italiane.

### Spagna
In Spagna, le elezioni sono gestite da una commissione permanente formata da otto giudici della corte suprema e da cinque studiosi di scienze politiche o sociologia scelti dal Congresso dei Deputati. I componenti degli uffici elettorali vengono designati per sorteggio.

### Stati Uniti
La definizione delle procedure elettorali è demandata ai singoli stati federati. Il personale dei seggi comprende di solito un presidente, alcuni scrutatori e assistenti scrutatori nominati dagli organi municipali (in alcuni casi su proposta dei partiti), uno o più supervisori inviati dalle autorità statali e i rappresentanti dei candidati.